# Hotnews.ro
Hotnews.ro – rumuński portal internetowy o charakterze ogólnoinformacyjnym.
Został założony w 1999 roku jako „Revista presei”. W 2005 roku zaczął funkcjonować pod nazwą Hotnews.
Jest dostępny w trzech językach: rumuńskim, angielskim i hiszpańskim.
Serwis odwiedza 4 miliony użytkowników miesięcznie. W październiku 2021 r. był 32. stroną WWW w kraju pod względem popularności (według danych Alexa Internet). W sierpniu 2022 r. strona została przejęta przez przedsiębiorcę Dragosa Vilcu, który jest również właścicielem panorama.ro i b365.ro. Wartość transakcji wyniosła podobno 2 miliony euro.